# Azerbajdzsánban történt légi közlekedési balesetek listája
Az Azerbajdzsánban történt légi közlekedési balesetek listája mind a halálos áldozattal járó, mind pedig a kisebb balesetek, meghibásodások miatt történt, gyakran csak az adott légiforgalmi járművet érintő baleseteket is tartalmazza évenkénti bontásban.

## Azerbajdzsánban történt légi közlekedési balesetek

### 1973
- 1973. augusztus 18, Baku közelében. Az orosz Aeroflot légitársaság 13-as számú járata, egy Antonov An–24B típusú repülőgép hajtómű meghibásodás miatt alacsonyan szállt, majd egy távvezetéknek csapódott. A gépen utazó 60 utas és 4 fő személyzet közül 56 fő vesztette életét és a 8 túlélő különböző fokú sérüléseket szenvedett.[1]

### 1991
- 1991. november 20., Karakend település közelében. Az Azeri Légierő egyik Mi–8-as helikopterét, amely békefenntartó feladatokban vett részt és többek között orosz és kazah hivatalnokokat is szállított, lelőtték. A gépen utazó 19 fő és a 3 fős személyzet életét vesztette.[2][3][4]

### 1992
- 1992. január 28., Şuşa település közelében. Az Azeri Légierő egyik Mil Mi-8-as típusú helikopterét lelőtték egy úgy nevezett hőkövető rakétával. A támadásban a gépen utazó 41 fő és a 3 fős személyzet vesztette életét.[5][6]

### 1995
- 1995. november 30., Baku. Az Azerbaijan Airlines járata, egy Boeing 707-323C típusú utasszállító repülőgép pilótahiba és műszaki, repüléstechnikai okok miatt leszállási manőver végrehajtása közben a földnek csapódott. A gépen utazók közül 4 utas megsérült, és a személyzet tagjai közül kettő fő elhunyt.[7]
- 1995. december 5., Nakichevan. Az Azerbaijan Airlines 56-os számú járata, egy Tupoljev Tu-134B típusú repülőgép a hajtóművek leállása miatt a közeli repülőtér mellett egy mezőre zuhant. A vizsgálatok kiderítették, hogy a gép hajtóművében már korábban fellépett az a meghibásodás, amely a tragédiához vezetett. A gépen utazó 80 utas közül 50 életét vesztette, 30 fő túlélte a balesetet, míg a személyzet tagjai közül 2 fő vesztette életét.[8]

### 1997
- 1997. május 15. Gandzsa repülőtér közelében. Azeri katonák lőfegyverekkel tartottak lőgyakorlatot, amikor is a lőtér területe felett egy Jakovlev Jak–40-es típusú repülőgép éppen leszálláshoz készülődött. A gép törzsébe több lövedék is becsapódott, melyek közül néhány átszakította a gép oxigéncsöveit és kigyulladt a repülőgép és lezuhant. A gépen utazó 6 fős személyzet életét vesztette.[9]

### 2005
- 2005. december 23., Bakutól 20 mérföldnyire, a Kaszpi-tengeren. Az Azerbaijan Airlines 217-es számú járata, egy Antonov An–140-es típusú repülőgép a Kaszpi-tengerbe csapódott. A fedélzeten utazó 18 utas és 5 fős személyzet minden tagja életét vesztette.[10][11]

### 2014
- 2014. november 12., Gəngərli falu közelében. Az Azerbajdzsáni Haderő légelhárítása lelőtt egy örmény Mil Mi–24-es típusú katonai helikoptert. A gép 3 fős személyzete életét vesztette.[12][13]